# 6016 Carnelli
6016 Carnelli eller 1991 PA11 är en asteroid i huvudbältet som upptäcktes den 7 augusti 1991 av den amerikanske astronomen Henry E. Holt vid Palomarobservatoriet. Den är uppkallad efter Ian Carnelli.
Asteroiden har en diameter på ungefär 3 kilometer.